# شالکهولتس
شالکهولتس (به آلمانی: Schalkholz) یک شهر در آلمان است که در دیمارشن واقع شده‌است. شالکهولتس ۶۰۹ نفر جمعیت دارد.